# 国民健康保険富士吉田市立病院
国民健康保険富士吉田市立病院（こくみんけんこうほけんふじよしだしりつびょういん）は、山梨県富士吉田市にある市立病院である。

## 沿革
- 1948年（昭和23年）：下吉田町立病院として開院。（下吉田町下吉田880番地3・現在の緑ケ丘一丁目）
- 下吉田895番地1に結核病棟設置（現在の市民会館）
- 1951年（昭和26年）：市制執行により現在の病院名となる。
- 1967年（昭和42年）：病棟改築。（下吉田890番地1・現在の緑ケ丘二丁目8-1）
- 2001年（平成13年）：現病棟竣工。（上吉田6530番地）

## 診療科
- 内科
- 皮膚科
- 精神科
- 泌尿器科
- 神経内科
- 産婦人科
- 循環器科
- 眼科
- 小児科
- 外科
- リハビリテーション科
- 整形外科
- 放射線科
- 脳神経外科
- 麻酔科
- 心臓血管外科
- 呼吸器外科
- 血液浄化センター

## 医療機関の指定・認定
（下表の出典）
| 保険医療機関                                   | 高齢者の医療の確保に関する法律(昭和57年法律第80号)第7条第1項に規定する医療保険各法及び同法に基づく療養等の給付の対象とならない医療並びに公費負担医療を行わない医療機関 | 労災保険指定医療機関                     |
| 指定自立支援医療機関（更生医療）               | 指定自立支援医療機関（育成医療） | 指定自立支援医療機関（精神通院医療）     |
| 身体障害者福祉法指定医の配置されている医療機関 | 精神保健及び精神障害者福祉に関する法律（昭和25年法律第123号）に基づく指定病院又は応急入院指定病院                                                                      | 生活保護法指定医療機関                   |
| 結核指定医療機関                               | 指定養育医療機関 | 原子爆弾被害者医療指定医療機関           |
| 原子爆弾被害者一般疾病医療取扱医療機関         | 公害医療機関 | 母体保護法指定医の配置されている医療機関 |
| 災害拠点病院                                   | がん診療連携拠点病院 | エイズ治療拠点病院                       |
| 肝疾患診療連携拠点病院                         | 特定疾患治療研究事業委託医療機関 | DPC対象病院                              |
| 地域周産期母子医療センター                     | |                                          |

- 公益財団法人日本医療機能評価機構認定病院（3rdG:Ver.2.0（4回目,2019年6月7日認定,2024年7月25日認定有効期限））[2]

## その他
全職員の就学前乳幼児を対象とした院内保育がある。

## アクセス
- 富士山駅よりタウンスニーカー中央循環線、上暮地・明見循環線、熊穴・新倉循環線に乗車、市立病院停留所下車。
- 中央自動車道河口湖インターチェンジより車10分。

## 不祥事
- 2020年6月 - 医事課の男性事務職員（30歳）が、2018年8月から2020年4月にかけて、入院費などの預り金101万円を着服していたことが、6月10日発覚した。病院は市と男性職員の処分や刑事告訴について検討する[3]。